# آنتونیو ارنادندس
آنتونیو اِرنادندس (اسپانیایی: Antonio Hernández‎؛ زادهٔ ۱۹۵۳) بازیگر، کارگردان فیلم و فیلم‌نامه‌نویس اهل اسپانیا است.
از فیلم‌ها یا مجموعه‌های تلویزیونی که وی در آن‌ها نقش داشته‌است، می‌توان به «در شهر بی‌انتها» اشاره نمود.